# Giuseppe Veronese
Giuseppe Veronese (Chioggia, 7 de maio de 1854 — Pádua, 17 de julho de 1917) foi um matemático italiano.
Reconhecido pelo seu trabalho em geometria. Dedicou-se também à política, obtendo o cargo de senador em 1904.

## Obra

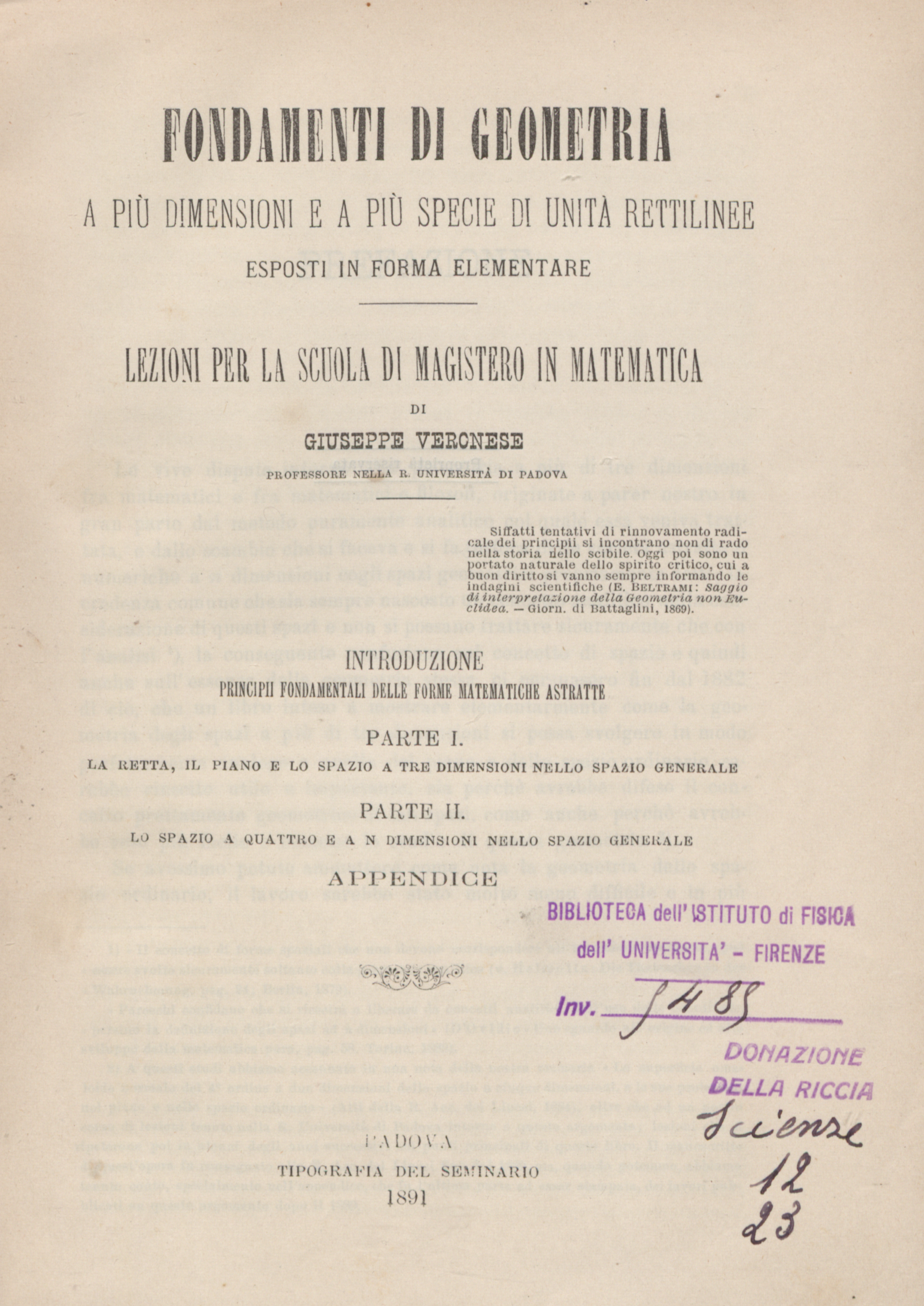
Fondamenti di geometria a piu dimensioni e a piu specie di unità rettilinee, 1891

Leo Corry afirma que Veronese publicou o primeiro estudo sistemático sobre a possibilidade de geometrias não arquimedeanas e demonstrou a independência do Axioma de Arquimedes na geometria euclidiana. Hilbert tratava os axiomas de Arquimedes e Continuidade de maneira unificada e acreditava que poderiam ser derivados dos outros axiomas da geometria de Euclides até conhecer o trabalho de Veronese, possivelmente não antes da publicação de VERONESE (1894).